# Citytunnel Malmö

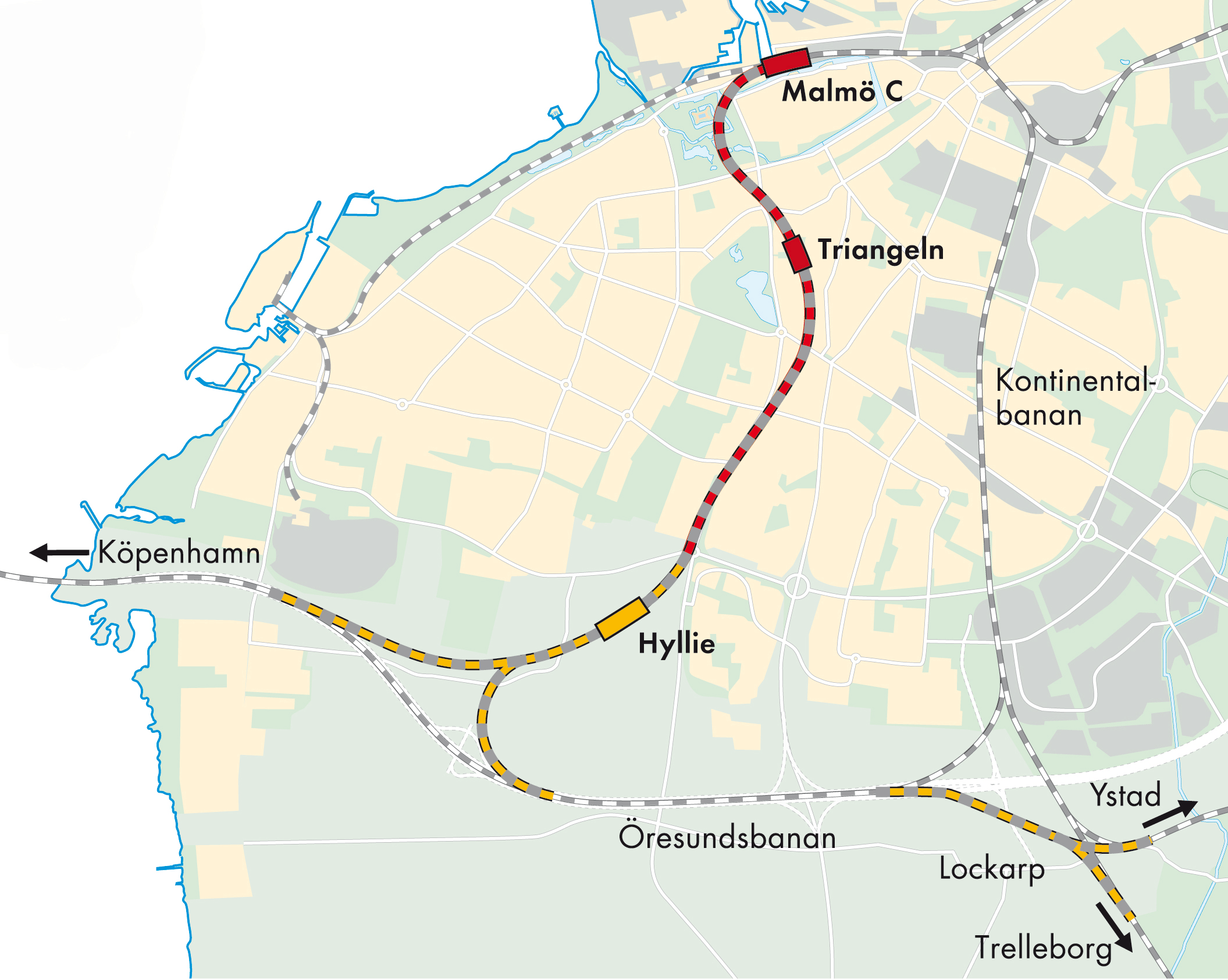
Lage des Tunnels (rot)

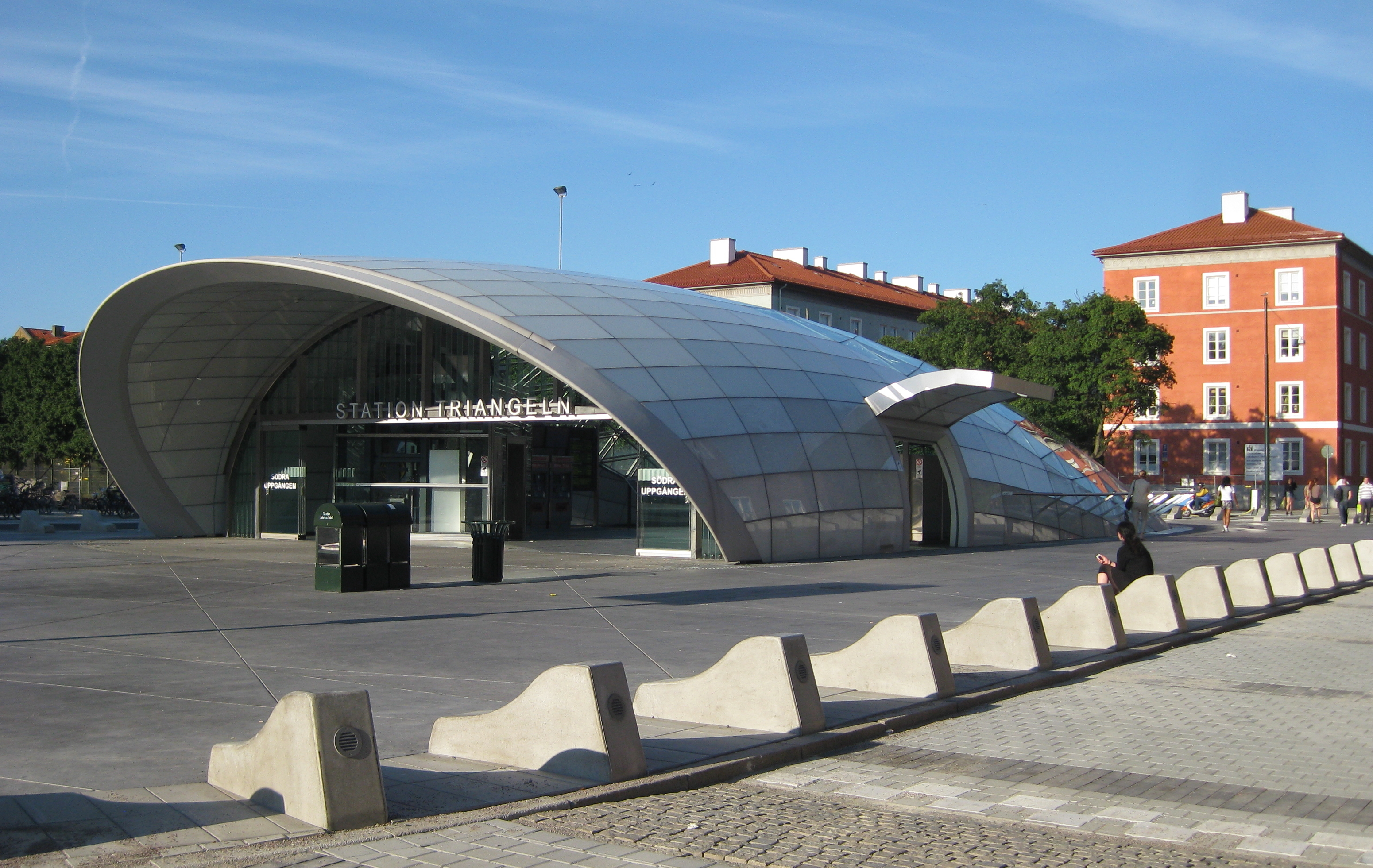
Bahnhof Triangeln, südliches Empfangsgebäude

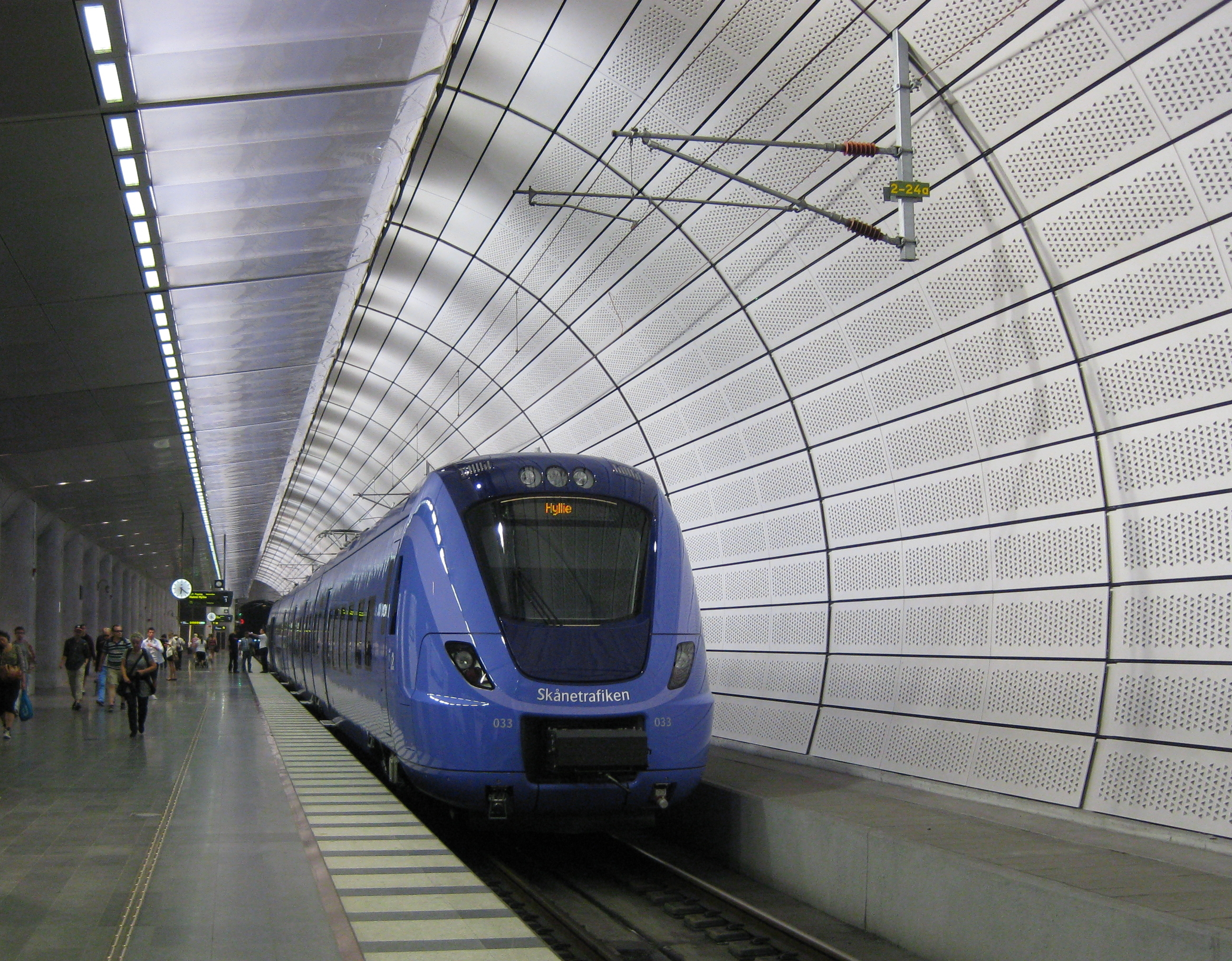
Unterirdischer Bahnsteig, Bahnhof Triangeln

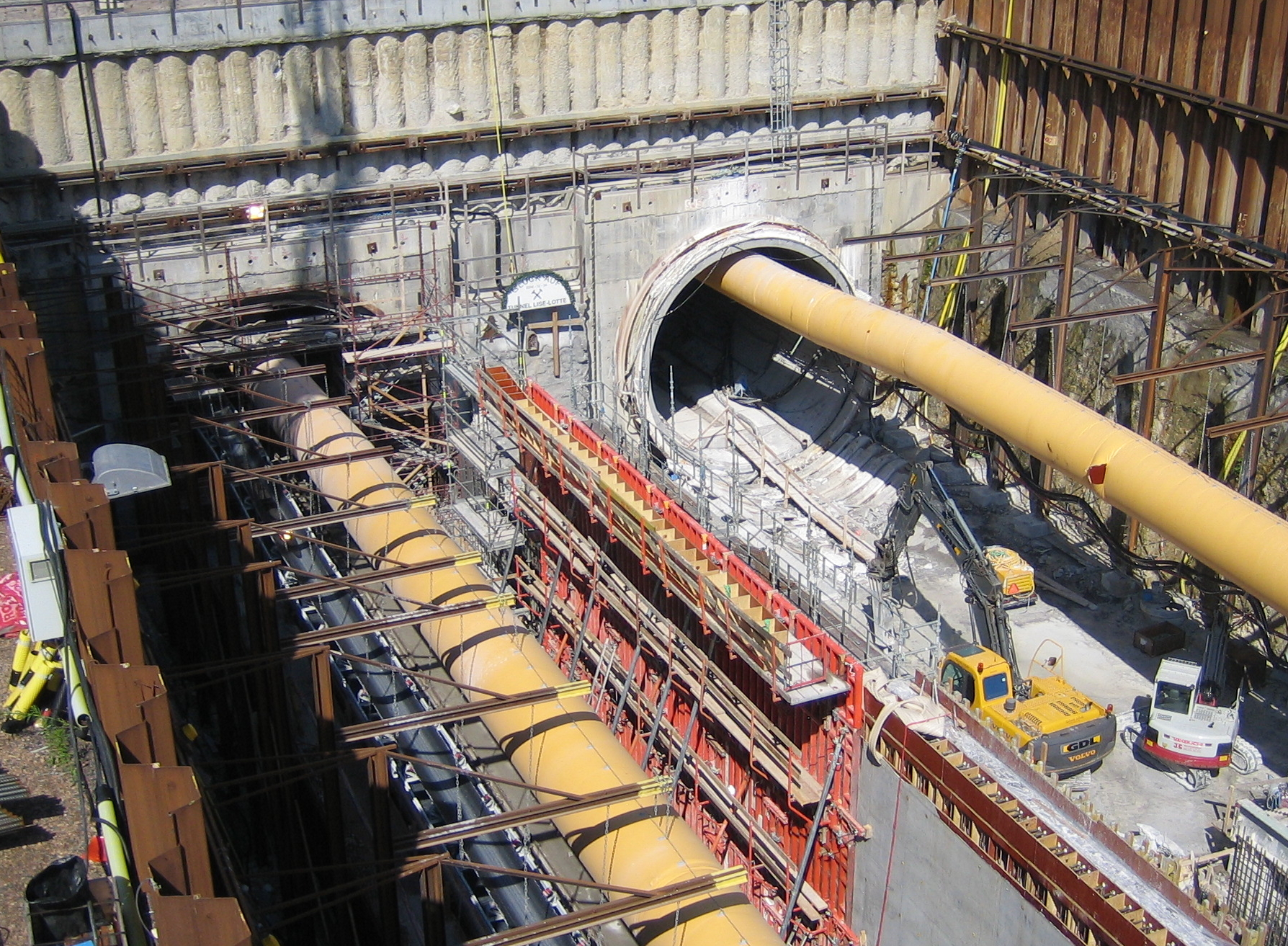
Bauschacht bei Holma

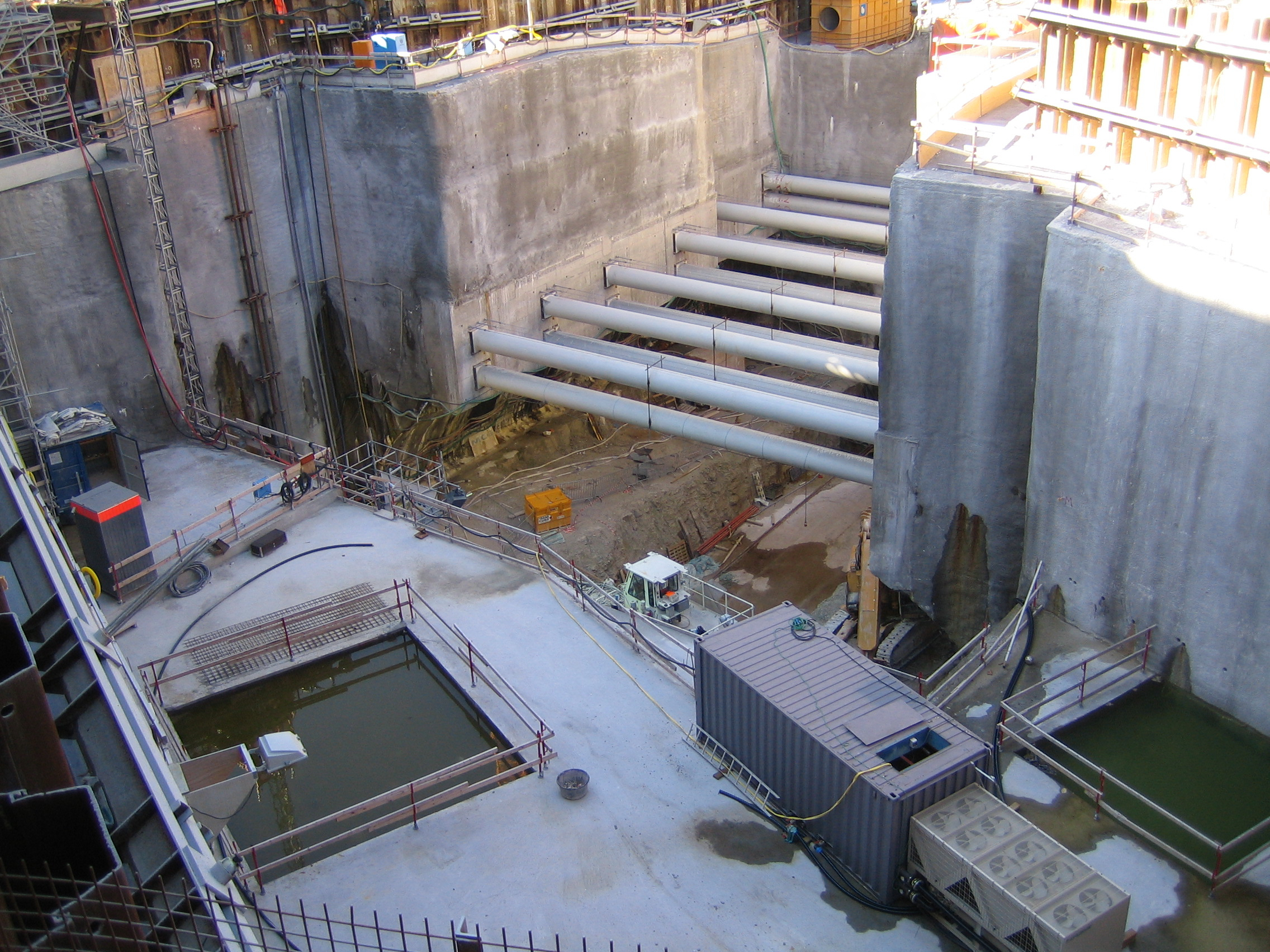
Südlicher Schacht bei Triangeln

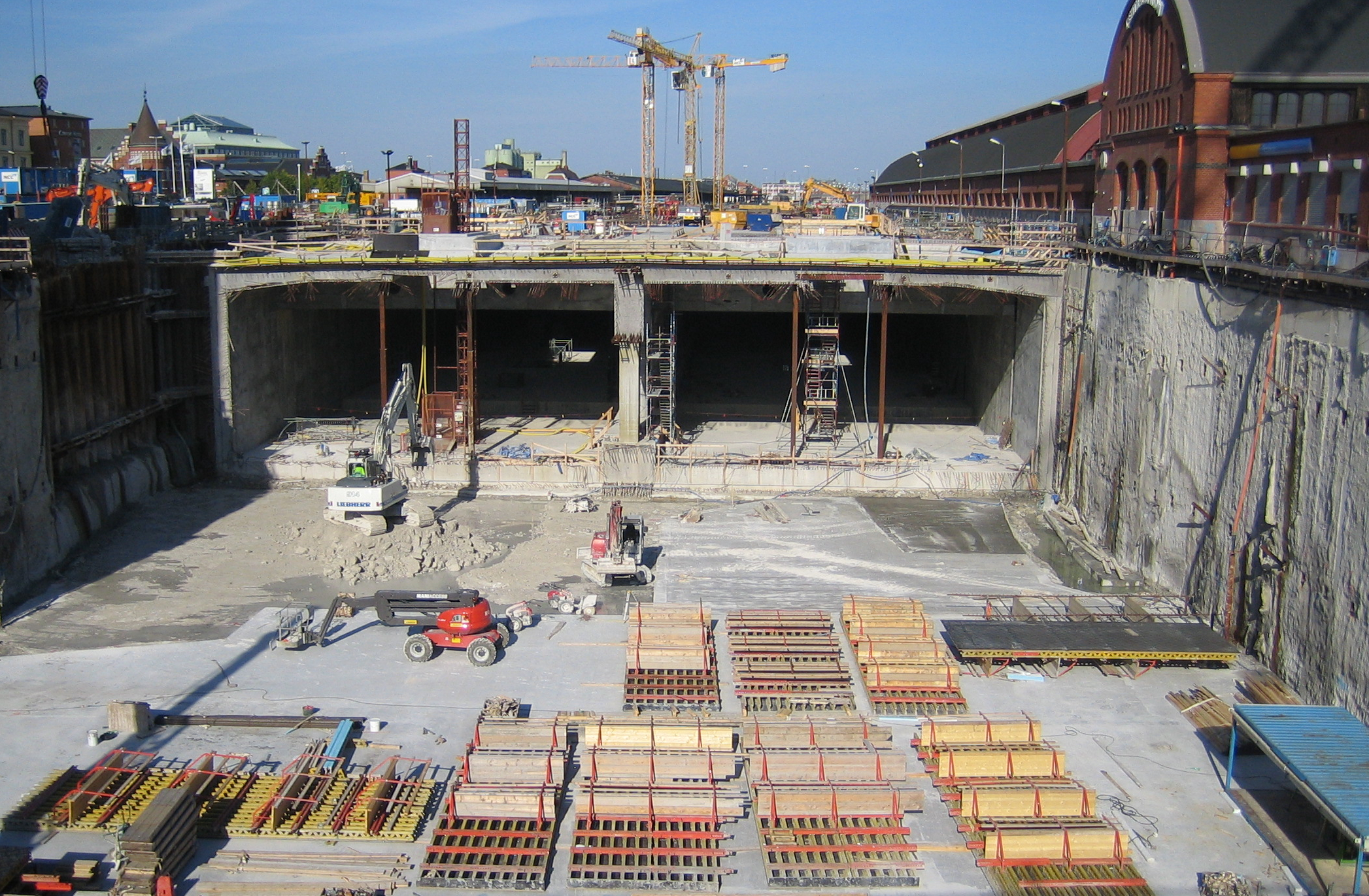
Citytunnel im Bereich des Hauptbahnhofs Malmö

Der Citytunnel ist eine Eisenbahnstrecke in Malmö, Schweden und ein Teil der Bahnstrecke København–Malmö. Die Gesamtlänge beträgt 17 km, davon etwa 6 km im Tunnel.
Der Tunnel verwandelte den Hauptbahnhof Malmö C zu einem Durchgangsbahnhof. Durch den Tunnel soll der Einzugsbereich des Öresundverkehrs und der Pågatåg-Züge erhöht werden. Der Tunnel wurde am 4. Dezember 2010 eröffnet.

## Auswirkungen
Mit dem Bau des unterirdischen Bahnhofs Triangeln in Malmö wird die Reisezeit aus dem Umland, beispielsweise aus Lund, in Malmös Innenstadt erheblich verkürzt. Malmö erhält damit insgesamt zwei Haltestellen im Zentrum, wobei sich bei Triangeln die meisten Arbeitsplätze und Wohnungen befinden. Ein dritter Haltepunkt der Bahn liegt in Hyllievång, einem neu entstehenden Stadtteil Malmös mit Wohn- und Geschäftsvierteln. 
Die Kapazität des Hauptbahnhofs wird durch den Umbau zum Durchgangsbahnhof erheblich gesteigert. Dadurch wird nun auch eine schienenmäßige Anbindung der Orte möglich, die aufgrund des Kapazitätsmangels des Bahnhofs Malmö C bisher nur durch Omnibusse bedient wurden, obwohl diese Orte seit langem zum Eisenbahnnetz gehören. Begonnen wird mit Trelleborg, Lomma, Svalöv, später soll eventuell auch Staffanstorp (-Simrishamn) folgen.
Die Verbindungen von und nach Malmö werden durch den Umbau der Schienenwege allgemein zeitlich verkürzt. Die Verbindung zwischen Malmö und Kopenhagen wird schneller, am größten ist der Zeitgewinn bei Fahrten ab dem neuen Bahnhof bei Triangeln (15 bis 25 Minuten). Für Gegenden nördlich von Malmö verkürzt sich die Fahrzeit um knapp fünf Minuten bei Fahrten nach Kopenhagen, da der Zug aus fahrplantechnischen Gründen einen Aufenthalt am Hauptbahnhof Malmö einlegen muss. Im Vergleich zur früheren Bauweise als Kopfbahnhof braucht der Zug nun nur zwei statt sieben Minuten für den Aufenthalt.

## Bau und Finanzierung
Mit der Aufnahme des Öresundsverkehrs wurde die Ringbahn Kontinentalbanan doppelspurig ausgebaut, um für die Züge nach Kopenhagen einen 20-Minuten-Takt sicherzustellen. Durch die Klagen der Anwohner gegen den zunehmenden Lärm wurde es notwendig, die Ringbahn zu entlasten. 
Mitte November 2004 wurden die ersten Bauverträge unterzeichnet. Beauftragt wurde ein Konsortium unter der Leitung von Bilfinger Berger. Die geplante Bauzeit lag bei 52 Monaten.
Die beiden Tunnelbohrmaschinen Anna (S-340) und Katrin (S-341) nahmen im November 2006 beziehungsweise Februar 2007 ihre Arbeit auf, Anna erreichte am 25. März 2008 den Hauptbahnhof, Katrin etwa einen Monat später am 21. April.
Der finanzielle Aufwand für den Citytunnel wurde im Februar 2005 auf rund eine Milliarde Euro geschätzt. Davon entfallen etwa 767 Millionen Euro an Kosten auf das Banverket, 118 Millionen Euro auf die Stadt Malmö, 97 Millionen auf die Region Skåne und 18 Millionen auf EU-Förderungen. Das Centrum för Transportekonomi (CTEK) hat die Analyse der Rentabilität des Citytunnels durchgeführt, nach der das Projekt im Wesentlichen kostentragend sein wird. Die Einschätzungen wurden 2001 vorgenommen, bei einem geschätzten Gesamtaufwand von 864 Millionen Euro. Das Reiseaufkommen im Zugverkehr in der Region hat sich seitdem allerdings eher erhöht. Der Finanzierung liegt zugrunde, dass ein Bauprojekt nicht zwangsläufig vollständig rentabel sein muss, wenn der Bauort höhere Kosten als im Durchschnitt verursacht. Es ist allgemein aufwendiger und damit teurer, in Städten und Großstädten Schnellwege und Bahntrassen anzulegen, da zusätzliche Kosten für den Lärmschutz vorgesehen werden müssen. Auch die Grundstückspreise liegen dort höher. Ausgegangen wird deshalb bewusst von einer etwas niedrigeren Kalkulation, da man vermeiden will, dass in Gegenden mit höheren Baukosten Projekte als unrentabel abgelehnt werden. Die Planung für Bauprojekte wie Södra Länken in Stockholm, den Götatunnel in Göteborg und andere sind vergleichbar kalkuliert worden.

## Betrieb
Im Jahr 2024 verkehren durch den Citytunnel in der Normalverkehrszeit 10 Züge pro Stunde und Richtung und in der Hauptverkehrszeit bis zu 13 Züge pro Stunde und Richtung. Dabei verkehren regulär:
| Zugtyp                                                   | Verbindung           | Takt / Züge pro Stunde         |
| -------------------------------------------------------- | -------------------- | ------------------------------ |
| Verbindungen in nördlicher Richtung durch den Citytunnel |                      |                                |
| Öresundståg                                              | Malmö > Lund         | 15 Minuten / 4 Züge pro Stunde |
| Pågatåg                                                  | Malmö > Lund         | 6 Züge pro Stunde              |
| Verbindungen in südlicher Richtung durch den Citytunnel  |                      |                                |
| Öresundståg                                              | Malmö > Kopenhagen   | 15 Minuten / 4 Züge pro Stunde |
| Pågatåg                                                  | Malmö > Trelleborg   | 30 Minuten / 2 Züge pro Stunde |
| Pågatåg                                                  | Malmö > Ystad        | 2 Züge pro Stunde              |
| Pågatåg                                                  | Malmö > Malmö-Hyllie | 2 Züge pro Stunde              |

Darüber hinaus verkehren einzelne Fernverkehrszüge über Malmö C hinaus bis Kopenhagen durch den Citytunnel.